# Новошешминский район
Новошешми́нский муниципа́льный райо́н (тат. Яңа Чишмә районы) — административно-территориальная единица и муниципальное образование (муниципальный район) в составе Республики Татарстан Российской Федерации. Находится в центральной части республики. Административный центр — село Новошешминск, расположено в 197 км к юго-востоку от Казани.
Первые поселения на месте современного Новошешминска возникли в начале XVII века. В 1652—1656 годах при возведении укреплений старой Закамской линии вверх по реке Шешме был построен Новошешминский острог. До 1920 года село было центром одноимённой волости Чистопольского уезда Казанской губернии. С 1920-го по 1930-й входило в Чистопольский кантон Татарской АССР. Новошешминский район был впервые образован 10 августа 1930 года, расформирован в 1963-м, его территории восстановили 26 апреля 1983 года.

## География
Новошешминский район расположен в центральной части Татарстана и граничит с Черемшанским, Аксубаевским, Чистопольским, Нижнекамским и Альметьевским районами. Обладает умеренно-континентальным климатом с тёплым летом и морозной зимой. Расположен в равнинной местности, рельеф которой возвышен на юге и снижается к северу. Ландшафт района включает смешанные леса и сосновый бор, а также десятки родников и источников. В центральной и юго-восточной частях района протекают притоки Шешмы: Кичуй, Секинесь, Елховка, Лебёдка. На территории района расположены 145 объектов историко-культурного наследия, среди которых памятники эпохи Волжской Болгарии и участки старой Камской линии.
Вопросы экологии и защиты природы являются важными для администрации и жителей района. В 2005 году в реку Шешму протекло топливо, которое вскоре было ликвидировано спасателями МЧС. После этого случая власти и специалисты проводят постоянный мониторинг ситуации. А в 2019-м экологи предотвратили незаконную добычу ископаемых на сельскохозяйственных землях.

## Флаг и герб
Современные герб и флаг Новошешминского муниципального района утвердили в феврале 2006 года. Геральдические знаки были разработаны авторским коллективом Геральдического совета при президенте республики и внесены в Государственный геральдический реестр Татарстана и России. Герб представляет собой разделённое на три горизонтальные полосы прямоугольное полотно. В верхней части изображён меч на красном фоне, средняя часть представляет собой каменную стену серебряного цвета, а на нижней голубой полосе изображена щука. Военная символика герба представлена мечом и крепостной стеной, которые указывают на историческое значение Новошешминского острога при защите государственных рубежей. Щука символизирует богатство ихтиофауны реки Шешмы и озёр и выделяет традиционный для этих мест рыбный промысел. Флаг был разработан на основе герба. В нём красный цвет символизирует силу, серебро — чистоту и мир, а синий или голубой — символ чести, благородства, духовности. В основе флага — цветное полотнище с отношением ширины к длине 2:3.

## Этимология
Новошешминский район получил своё названия от одноимённого населённого пункта (сейчас — административный центр). Этот ойконим, в свою очередь, происходит от реки Шешмы (тат. Çişmə, Чишмә), что на татарском значит «родник». Это может быть связано с большим количеством родников и источников в регионе.

## История

### XVII—XIX века
После подчинения Казани в 1552 году и расширения Московского государства на восток завоёванные территории регулярно подвергались набегам ногайцев и калмыков. До 1630-х земли юго-восточного Закамья находились под влиянием Ногайской орды и использовалось в качестве «коридора» для передвижения кочевников. Во второй половине XVII века Россия начала строительство пограничных укреплений — так называемых «засечных черт» или «линий» — на левом берегу реки Камы. С этим периодом связано строительство одного из семи первых острогов старой Закамской линии — Новошешминской крепости.
Согласно историческим свидетельствам, первые поселения на месте современного села Новошешминск возникли в 1610 году. В 1652—1656 годах при возведении укреплений Закамской линии вверх по реке Шешме был построен Новошешминский острог. Как и другие крупные остроги края, деревянная крепость имела прямоугольную форму и состояла из шести башен, две из которых — северная и южная — имели проезжие ворота и смотровые вышки. Высота башен могла достигать 17 метров, что позволяло обозревать окружающую территорию. Крепость была окружена рвом глубиной до четырёх метров. За крепостной стеной помещались стрелецкие избы, приказные и караульные помещения, дворы. Вооружение крепости составляло 12 пищалей и личное оружие гарнизона. Изначально службу несли казаки и стрельцы, однако в 1650-х после осады Смоленска на Закамскую линию прибыло несколько сотен польских военнопленных, распределённых для службы по острогам. По данным краеведа Феликса Касимова, в то время в Новошешминске служили 127 шляхтичей под руководством поручика Степана Пузикова и хорунжего Марлона Сверкуна.
На протяжении второй половины столетия крепость неоднократно осаждали, деревянные укрепления разрушались. В 1730-х многие земляные валы и форпосты были перестроены в рамках возведения Новой Закамской черты. Однако вскоре государственная граница сместилась на юг, а крепости по течению Большой Черемшана и Шешмы потеряли военно-стратегическое значение. В 1736-м гарнизоны засечной черты упразднили и из них сформировали полки для службы в Оренбургской крепости. Таким образом, с образованием Оренбургской губернии Закамская линия из государственного фронтира превратилась в юго-восточный предел Казанской губернии.
После перевода в Оренбург действующих военных в крае стали селиться отставные солдаты, беглые русские крестьяне, татары и другие группы. Согласно материалам пятой ревизии (переписи населения в царской России) 1795 года в Новошешминске насчитывалось 698 душ мужского пола. На протяжении XVIII века население крепости и прилегающих земель занималось земледелием, скотоводством, торговлей пушниной и другими ремёслами. В 1846 году в селе открыли школу Министерства государственных имуществ (преобразованную в земскую в 1860-х), в 1896 году — вторую земскую школу, а ещё через двадцать лет — высшее начальное училище. В начале XX века в волости работали Троицкая и Петропавловская церкви, несколько кузниц и водяных мельниц, винные и другие лавки. По пятницам в селе проводился базар и каждый год приезжала ярмарка. На 1910 год Новошешминск числился волостным центром и насчитывал порядка 800 дворов и более пяти тысяч жителей.

### XX век
Годы Октябрьской революции и Гражданской войны были сложными для юго-востока Закамья. В 1919—1920 годах по смежным Бугульминскому и Чистопольскому уездам прокатилась волна крестьянских восстаний против политики военного коммунизма и несправедливой продразвёрстки. Тысячи повстанцев, вооружённые вилами и топорами, освобождали из тюрем арестованных соотечественников и отвоёвывали селения у Советской власти. Исследователи отмечают, что бунт жестоко подавлялся, особенно свирепствовали «воины-интернационалисты», грабившие всех подряд — даже сторонников Советской власти: «Грубое, нечеловеческое обращение с населением — особенно в этом отличились китайцы и эскадрон мадьяр; разграблялись сплошь и рядом семьи красноармейцев. В Ново-Шешминске четырьмя китайцами расстреляна женщина с грудным ребёнком на руках. Замечались случаи насилия над женщинами». Вскоре так называемое «вилочное восстание» было подавлено властями.
В 1921-м в Поволжье наступил голод, от которого в общей сложности пострадало около 2 млн человек.
Административная принадлежность Новошешминска и прилегающих земель часто менялась. До 1920 года село было центром одноимённой волости Чистопольского уезда Казанской губернии. С 1920 по 1930-й входило в Чистопольский кантон Татарской АССР. Новошешминский район был впервые образован 10 августа 1930 года. 19 февраля 1944 года часть территории Новошешминского района была передана в новый Ямашинский район. 7 декабря 1956 года к нему присоединили часть территории упразднённого Ямашинского района, а 16 июля 1958 года — Кзыл-Армейского района. 1 февраля 1963 года был также упразднён, а его территория передана в состав Альметьевского и Чистопольского районов. 26 апреля 1983 года район был вновь восстановлен.

### Современность
Исполнительный комитет муниципального образования «Новошешминский муниципальный район» подконтролен Совету района, главе района и жителям района. Среди основных отделов исполнительного комитета: ЗАГС, отдел строительства, архитектуры и жилищно-коммунального хозяйства, отдел экономики, культуры, информатизации, отдел опеки и попечительства, отдел по делам молодёжи и спорту, архив и ряд других. С декабря 2010 года должность руководителя исполнительного комитета занимает Фасахов Ринат Рифгатович. Глава района — Козлов Вячеслав Михайлович.24 апреля 2025 года Козлов Вячеслав Михайлович досрочно сложил полномочия главы района.Новым главой района стал Егор Тарнавский.

## Население

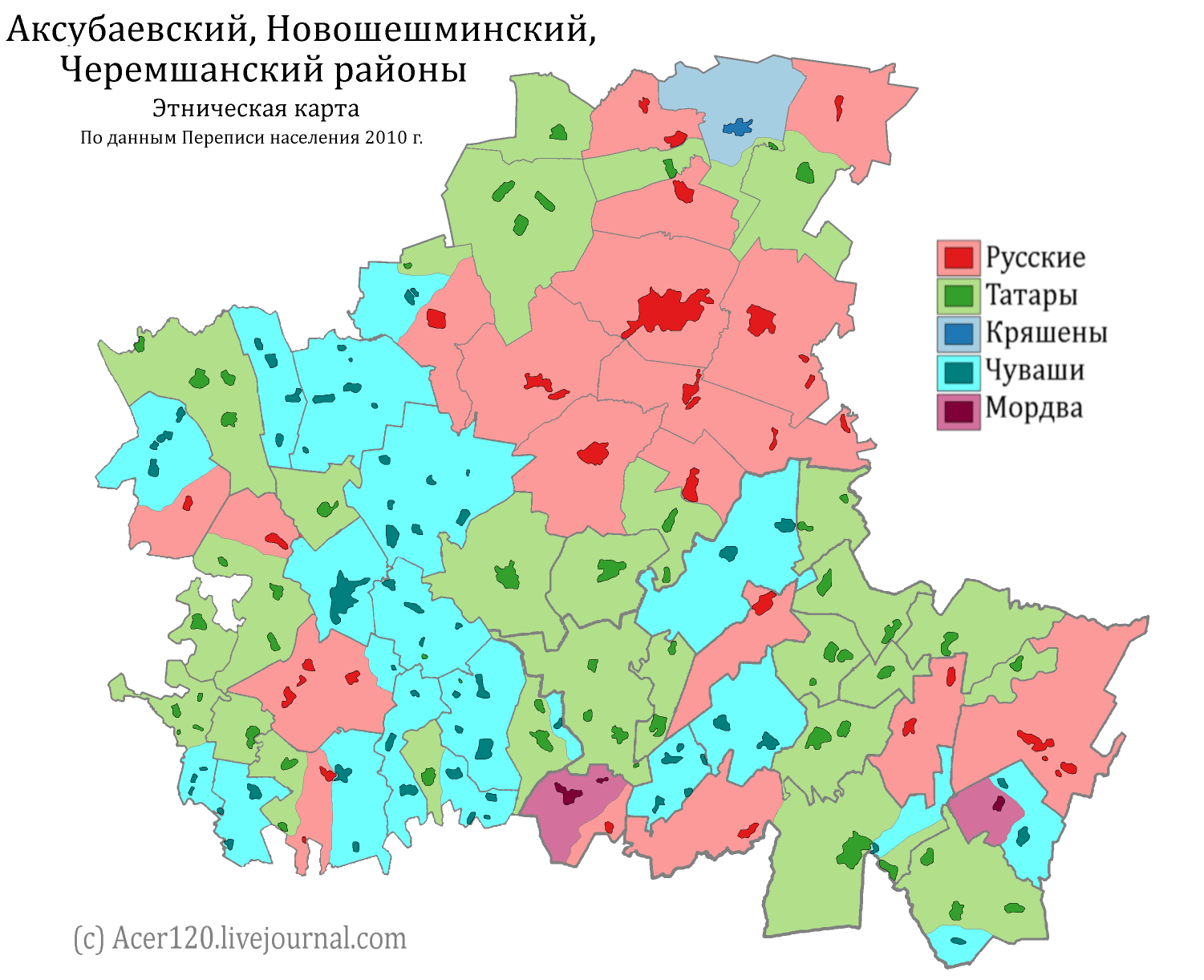
Этническая карта Аксубаевского, Новошемшинского и Черемшанского районов

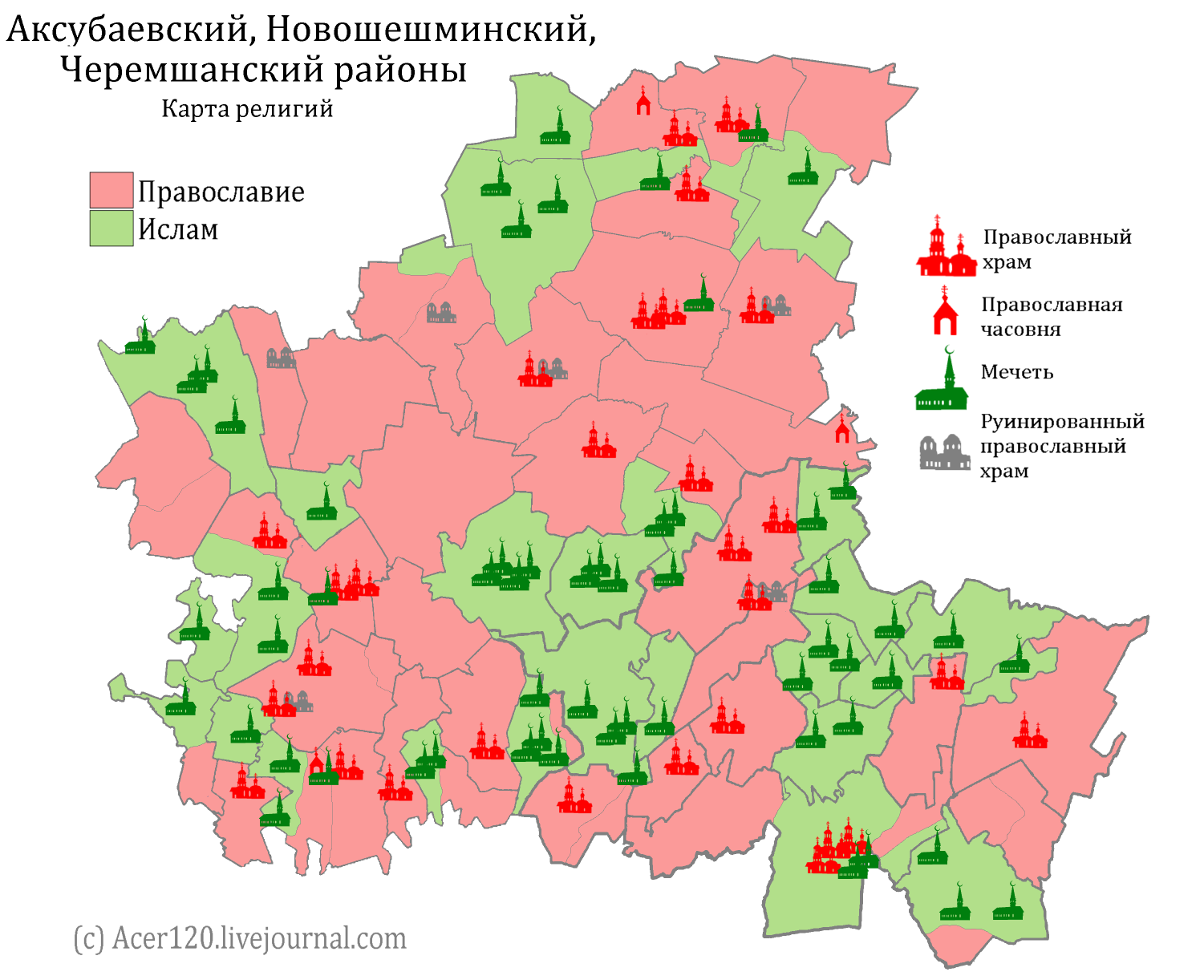
Религиозная карта Аксубаевского, Новошемшинского и Черемшанского районов

Согласно итогам Всероссийской переписи населения 2020 года (из числа указавших национальность), русские составляют 53,8 % населения района, 40,4 % — татары, 3,5 % — чуваши, 2,3 % — представители других национальностей. Новошешминский район один из 10 районов республики, где русские составляют большинство. 
На 2018 год уровень рождаемости на тысячу человек составляла 11,8 %, смертности — 14,6 %. В 2019-м уровень рождаемости снизился до 10,2 % — на 1000 человек, а уровень смертности вырос до 16,7 %. Таким образом, коэффициент естественной убыли населения в 2019-м составил 6,5.
| 2002    | 2003    | 2004    | 2005    | 2006    | 2007    | 2008    |
| ------- | ------- | ------- | ------- | ------- | ------- | ------- |
| 15 860  | ↘15 200 | ↗15 700 | ↘15 483 | ↘15 327 | ↘15 321 | ↗15 325 |
| 2009    | 2010    | 2011    | 2012    | 2013    | 2014    | 2015    |
| →15 325 | ↘14 179 | ↘14 158 | ↘13 961 | ↘13 848 | ↘13 685 | ↘13 599 |
| 2016    | 2017    | 2018    | 2019    | 2021    |         |         |
| ↘13 526 | ↘13 386 | ↘13 210 | ↘13 045 | ↗13 282 |         |         |

## Муниципально-территориальное устройство
В Новошешминском районе 30 населённых пунктов в составе 15 сельских поселений.
| №  | Сельские поселения                   | Административный центр           | Количество населённых пунктов | Население | Площадь, км² |
| -- | ------------------------------------ | -------------------------------- | ----------------------------- | --------- | ------------ |
| 1  | Азеевское сельское поселение         | село Азеево                      | 1                             | ↘325      |              |
| 2  | Акбуринское сельское поселение       | село Акбуре                      | 2                             | ↘449      |              |
| 3  | Архангельское сельское поселение     | село Слобода Архангельская       | 1                             | ↘453      |              |
| 4  | Буревестниковское сельское поселение | село Слобода Волчья              | 1                             | ↘327      |              |
| 5  | Екатерининское сельское поселение    | село Слобода Екатерининская      | 2                             | ↘610      |              |
| 6  | Зиреклинское сельское поселение      | село Ерыклы                      | 2                             | ↘692      |              |
| 7  | Краснооктябрьское сельское поселение | посёлок Совхоз «Красный Октябрь» | 4                             | ↘777      |              |
| 8  | Ленинское сельское поселение         | село Ленино                      | 2                             | ↘654      |              |
| 9  | Новошешминское сельское поселение    | село Новошешминск                | 1                             | ↗4982     |              |
| 10 | Петропавловское сельское поселение   | село Слобода Петропавловская     | 3                             | ↘739      |              |
| 11 | Тубылгытауское сельское поселение    | село Тубылгы Тау                 | 1                             | ↘554      |              |
| 12 | Утяшкинское сельское поселение       | село Татарское Утяшкино          | 2                             | ↘678      |              |
| 13 | Чебоксарское сельское поселение      | село Чувашская Чебоксарка        | 4                             | ↘495      |              |
| 14 | Черемуховское сельское поселение     | село Слобода Черемуховая         | 1                             | ↘618      |              |
| 15 | Шахмайкинское сельское поселение     | село Шахмайкино                  | 3                             | ↘1219     |              |

| №  | Населённый пункт         | Тип     | Население | Муниципальное образование            |
| -- | ------------------------ | ------- | --------- | ------------------------------------ |
| 1  | Азеево                   | село    | ↗328      | Азеевское сельское поселение         |
| 2  | Акбуре                   | село    |           | Акбуринское сельское поселение       |
| 3  | Андреевка                | деревня |           | Петропавловское сельское поселение   |
| 4  | Бакташ                   | деревня |           | Утяшкинское сельское поселение       |
| 5  | Благодаровка             | посёлок |           | Чебоксарское сельское поселение      |
| 6  | Гарь                     | посёлок |           | Краснооктябрьское сельское поселение |
| 7  | Горшково                 | село    |           | Ленинское сельское поселение         |
| 8  | Екатериновка             | деревня |           | Краснооктябрьское сельское поселение |
| 9  | Ерыклы                   | село    |           | Зиреклинское сельское поселение      |
| 10 | Лебедка                  | деревня |           | Петропавловское сельское поселение   |
| 11 | Ленино                   | село    |           | Ленинское сельское поселение         |
| 12 | Новое Иванаево           | деревня |           | Екатерининское сельское поселение    |
| 13 | Новопоселенная Лебедка   | деревня |           | Краснооктябрьское сельское поселение |
| 14 | Новошешминск             | село    | ↗4982     | Новошешминское сельское поселение    |
| 15 | Простые Челны            | село    |           | Шахмайкинское сельское поселение     |
| 16 | Русская Чебоксарка       | село    |           | Чебоксарское сельское поселение      |
| 17 | Слобода Архангельская    | село    | ↘456      | Архангельское сельское поселение     |
| 18 | Слобода Волчья           | село    | ↘340      | Буревестниковское сельское поселение |
| 19 | Слобода Екатерининская   | село    |           | Екатерининское сельское поселение    |
| 20 | Слобода Петропавловская  | село    |           | Петропавловское сельское поселение   |
| 21 | Слобода Черемуховая      | село    | ↘634      | Черемуховское сельское поселение     |
| 22 | Совхоз «Красный Октябрь» | посёлок |           | Краснооктябрьское сельское поселение |
| 23 | Сульче-Баш               | деревня |           | Акбуринское сельское поселение       |
| 24 | Татарское Алкино         | посёлок |           | Чебоксарское сельское поселение      |
| 25 | Татарское Утяшкино       | село    |           | Утяшкинское сельское поселение       |
| 26 | Тубылгы Тау              | село    | ↘570      | Тубылгытауское сельское поселение    |
| 27 | Урганча                  | село    | ↘59       | Зиреклинское сельское поселение      |
| 28 | Чертушкино               | деревня |           | Шахмайкинское сельское поселение     |
| 29 | Чувашская Чебоксарка     | село    |           | Чебоксарское сельское поселение      |
| 30 | Шахмайкино               | село    |           | Шахмайкинское сельское поселение     |

Упразднённые населённые пункты:
- 2001 год — деревни Аверьяново, Новая Деревня и Ивановка[42].

## Экономика

### Современное состояние
Новошешминский муниципальный район по своему географическому положению относится к Альметьевской экономической зоне, которая специализируется на добыче нефти и развитии точного машиностроения. Ведущими в экономике края являются сырьевой, производственный и инфраструктурный секторы. В 2018 году около 89 % валового территориального продукта района приходилось на добычу ископаемых, в 2019-м — около 76,7 %. Средний объём добычи нефти составляет более миллиона тонн в год. На региональном рынке представлены компании «Татнефть», «Шешмаойл», «Троицкнефть», «Татнефтепром» и ряд других. За январь-апрель 2020 года средний уровень зарплаты в Новошешминским районе составил 49 тысяч рублей, в то время как в целом по Татарстану эта сумма лишь немного превысила 37 тысяч. Среди муниципальных образований, имеющих только сельское население, Новошешминский район находится на втором месте. Уровень безработицы в районе составляет 1,68 % — ниже среднего по Татарстану.
Одной из наиболее быстрорастущих отраслей производства Новошешминского района является сельское хозяйство. Площадь сельскохозяйственных угодий составляет более 100 тысяч га. Здесь выращивают пшеницу, рожь, овёс, ячмень, горох и другие культуры. Особое развитие получают мясомолочное животноводство и овцеводство. Из наиболее крупных сельскохозяйственных предприятий — «Агро-Основа», КФХ «Архангельское», «Закрома» и другие хозяйства. Валовая продукция аграрного сектора за первое полугодие 2020 года составила 483 млн рублей или по 511 тысяч рублей валового продукта на каждого работника сельского хозяйства.

### Инвестиционный потенциал
Новошешминский муниципальный район занимает седьмое место в республике по показателям социально-экономического развития за январь-сентябрь 2020 года. Валовый территориальный продукт в 2019-м составил более 19 млрд рублей с динамикой роста в 11 %. Согласно отчёту Федеральной службы госстатистики по Республике Татарстан, в 2019-м Новошешминский район привлёк более 2,9 млрд инвестиций (помимо бюджетных средств и малого бизнеса), что почти на 300 млн меньше предыдущего года. По данным Комитета Республики Татарстан по социально экономическому мониторингу, инвестиции региона в основной капитал района по полному кругу хозяйствующих субъектов в первом полугодие 2020-го составляет 1,3 млрд рублей, или 0,6 % от общего объёма инвестиций в республике. Наибольшие средства направлены на обрабатывающие производства, а также на обеспечение электроэнергией и газом. Экономисты отмечают, что больше всего возможностей для инвестиций представлены в области переработки сельхозпродукции, строительства животноводческих комплексов и расширении мясного скотоводства, а также развитии туризма в регионе.
Основу инвестиционной инфраструктуры района составляет построенная в 2014—2016 годах промышленная площадка № 2 по переработке полимеров, площадью 2,72 га. Площадка возводилась в рамках республиканской и федеральной программы Минэкономразвития для роста экономики края. Предполагалось, что она станет местом переработки гранулята и производства пакетов и другой пластиковой продукции. Парк имеет три резидента, которые в 2019 году произвели 319 тонн продукции на 25 млн рублей.
Согласно социально-экономическому республиканскому проекту «Стратегия 2030», районный фокус следующего десятилетия будет на повышении рождаемости и росте продолжительности жизни, развитии культурного и спортивного потенциала. Администрация района обращает внимание на необходимость модернизации оборудования в мясной и молочной индустрии, в производстве хлеба, а также в строительной и других отраслях. Ещё один важный акцент — развитие дорожно-транспортной сети.

### Транспорт
Новошешминский район расположен в центре Татарстана и соединён с другими регионами сетью крупных транспортных магистралей. Административный центр находится в 197 км на юго-восток от Казани. В 75 км от Новошешминска находится ближайшая железнодорожная станция Шентала, а в 64 км — порт Чистополь. На севере района проходит федеральная трасса Р-239 «Казань — Оренбург — граница с Казахстаном», которая наряду со строящейся трассой «Шали-Бавлы» станет частью международного дорожного коридора «Западная Европа — Западный Китай». Основные региональные автодороги: 16К-1267 «Азеево (Р-239) — Новошешминск — Черемшан — Шентала», 16К-1255 «Новошешминск — Шереметьевка», ведущая на Нижнекамск.

## Социальная сфера
В Новошешминском муниципальном районе амбулаторную помощь оказывает Новошешминская центральная районная больница, в которой функционирует приёмное отделение с пунктом скорой помощи и 23 фельдшерско-акушерских пункта. Стационар больницы рассчитан на более 60 места, а также палаты и реабилитационный кабинет для особых детей. В общей сложности в больнице работает 239 человек.
В районе функционируют школа-гимназия и лицей, 14 общеобразовательных школ, три начальные школы-детских сада и образовательные учреждения для дошкольников. Здесь также работают детская школа искусств, подростковый клуб «Ажаган», универсальный спортивный зал «Олимп» и другие учреждения образования и спорта. В районе регулярно проходят массовые соревнования в рамках гонки «Лыжня России».
В крае открыты районный и 24 сельских дома культуры и библиотеки. В 2012 году в Новошешминске был образован краеведческий музей, коллекции которого насчитывают около тысячи экспонатов. В селе Ерыклы находится музей народного творчества и быта, где собраны ручные работы местных жителей XIX—XX веков и другие примеры народного творчества.

## Достопримечательности
На левом берегу реки Шешма находится археологический памятник федерального значения — булгарская крепость Тубылгы Тау, центр Тубулгатауского княжества Болгарского государства X—XIV веков. В числе других достопримечательностей края:
- храм Вознесения Господня в селе Слобода Архангельская
- церковь Святой Троицы в Новошешминске
- церковь Святой Екатерины в Новошешминске
- мечеть в селе Ерыклы
- природный заказник «Склоны Коржинского»
- Урганчинский ботанический заказник по сохранению адониса весеннего[55]